# Beautiful World
Beautiful World (en hangul, 아름다운 세상; RR: Areumdaun Sesang), es una serie de televisión surcoreana transmitida del 5 de abril del 2019 hasta el 25 de mayo del 2019 a través de JTBC.
El drama saca a relucir el grave y peligroso problema de la violencia escolar que ocurre en las escuelas, así como la importancia de la educación en casa y cómo las acciones de los padres influyen en los hijos. También saca a relucir preguntas éticas sobre las acciones de la familia rica y poderosa del culpable y las deciciones equivocadas e historias de los observadores que elien mantenerse en silencio y no hacer justicia.

## Sinopsis
La serie sigue la historia de un joven que se encuentra al borde de la vida o la muerte, después de que resulta gravemente herido debido a un incidente de violencia escolar y en cómo su familia en medio de mentiras, secretos, desconfianzas y dolor buscan la verdad y luchan por llevar a la justicia al responsable, mientras esperan a que él despierte.
Park Moo-jin, es un maestro y padre, mientras que su esposa Kang In-ha dirige la panadería "Ho Ho Bakery", la pareja tiene un hijo Park Sun-ho, quien se encuentra en su noveno grado y una hija Park Soo-ho, quien va en el octavo grado. Por el bien de la educación de sus hijos, deciden mudarse a un vecindario diferente, por lo que tanto Sun-ho y Soo-ho terminan entrando a "Sea Middle School" una nueva escuela competitiva.
Un día la vida de la familia cambia cuando les avisan que Sun-ho ha sufrido un accidente, el cual le provoca que esté en coma. Aunque la policía concluye que fue un intento de suicidio, Moo-jin e In-ha, a sabiendas de que su hijo jamás intentaría quitarse la vida y sintiéndose culpables y llenos de ira por lo sucedido, deciden averiguar la verdad detrás del trágico accidente. A ellos se les une su hija Soo-ho quien también está dispuesta a descubrir la verdad detrás del accidente de su hermano.
Mientras tanto, Oh Jin-pyo está casado con Seo Eun-joo y ambos son los padres del estudiante Oh Joon-seok. Tanto Jin-pyo como Eun-joo provienen de familias adineradas y Jin-pyo es el presidente de la fundación de una escuela privada heredada de su familia. La familia jamás ha experimentado fallas ni les ha faltado nada, sin embargo su hijo siempre les ocasiona problemas. Cuando Joon-seok ocasiona el accidente de Sun-ho, sus padres harán todo lo que está en sus manos, utilizando su poder y dinero para encubrir la mala conducta de su hijo.

## Reparto

### Personajes principales
| Actor         | Personaje    | N.º de episodios | Notas |
| ------------- | ------------ | ---------------- | --- |
| Park Hee-soon | Park Moo-jin | 16               | Es un maestro de educación física y el padre de Sung-ho y Soo-ho. |
| Choo Ja-hyun  | Kang In-ha   | 16               | Es la esposa de Moo-jin y la madre de Sun-ho y Soo-ho. In-ha vive una vida normal y feliz, dirigiendo una pequeña panadería hasta que un día se entera de que su hijo cayó del edificio de la escuela secundaria, dejándolo en coma y poniendo su vida en peligro. |
| Nam Da-reum   | Park Sun-ho  | 16               | Es un joven estudiante que está en su último año de la escuela secundaria cuando se convierte en víctima de la violencia escolar. |
| Kim Hwan-hee  | Park Soo-ho  | 16               | Es una estudiante y la hermana menor de Park Sun-ho. |
| Oh Man-seok   | Oh Jin-pyo   | 16               | Es el presidente de la fundación de la escuela privada, así como el esposo de Seo Eun-joo y el padre de Oh Joon-seok, el responsable del accidente de Sun-ho. |
| Cho Yeo-jeong | Seo Eun-joo  | 16               | Es la esposa de Oh Jin-pyo, una mujer que proviene de una familia adinerada. Eun-joo es la madre de Oh Joon-seok, el responsable del accidente de Sun-ho, por lo queal inicio toma muy malas e incorrectas decisiones por su hijo.                                 |

### Personajes secundarios
| Actor           | Personaje       | N.º de episodios | Notas |
| --------------- | --------------- | ---------------- | --- |
| Lee Chung-ah    | Kang Joon-ha    | -                | Es la hermana menor de Kang In-ha, así como la tía de Park Sun-ho y Park Soo-ho.                                                                      |
| Yoon Na-moo     | Lee Jin-woo     | -                | Es el maestro del salón de clases de Park Sun-ho. |
| Seo Dong-hyun   | Oh Joon-seok    | -                | Es un estudiante de "Sea Middle School", así como el arrogante hijo de Oh Jin-pyo y Seo Eun-joo. Es el responsable del accidente de Park Sun-ho.      |
| Seo Young-joo   | Han Dong-soo    | -                | Es un estudiante de "Sea Middle School" y compañero de clases de Park Sun-ho, un joven que vive sin esperanzas de futuro en un entorno desafortunado. |
| Lee Jae-in      | Han Dong-hee    | -                | Es una estudiante de "Sea Middle School" y la hermana menor de Han Dong-soo.                                                                          |
| Yang Han-yeol   | Lee Ki-chan     | -                | Es un estudiante con sobrepeso de "Sea Middle School" y compañero de clases de Park Sun-ho.                                                           |
| Geum Joon-hyun  | Jo Young-chul   | -                | Es un estudiante de "Sea Middle School" y compañero de clases de Park Sun-ho.                                                                         |
| Kang Hyun-wook  | Na Sung-jae     | -                | Es un estudiante de "Sea Middle School" y compañero de clases de Park Sun-ho.                                                                         |
| Park Ji-hoo     | Jung Da-hee     | -                | Es una estudiante de "Sea Middle School" y compañera de clases de Park Sun-ho.                                                                        |
| Hwang Tae-kwang | Lee Sang-woo    | -                | Es el rudo padre de Lee Ki-chan, un hombre rico que hereda una gran fortuna de sus padres y el dueño de muchos edificios.                             |
| Myung Ji-yun    | Kwon Ji-hye     | -                | Es la madre de Lee Ki-chan. |
| Lee Ji-hyun     | Lim Sook-hee    | -                | Es la madre de Jo Young-chul. |
| Kang Mal-geum   | Eun Kyeong-seon | -                | Es la madre de Na Sung-jae. |
| Sung Ki-yoon    | Na Pil-joon     | -                | Es el padre de Na Sung-jae. |
| Choi Yoo-song   | Choi Kyung-sook | -                | Es la madre de Jung Da-hee. |
| Lee Seo-hwan    | Jung Man-sub    | -                | Es el padre de Jung Da-hee. |
| Jung Jae-sung   | Bae Sang-bok    | -                | Es el subdirector de la escuela "Sea Middle School".                                                                                                  |
| Myeong Gye-nam  | Myung-sun       | -                | Es el director de la escuela "Sea Middle School". |
| Joo Suk-je      | Shin Kang-hoon  | -                | Es un empleado de la escuela "Sea Middle School". |
| Kim Hak-sun     | Shin Dae-gil    | -                | Es un guardia de seguridad de la escuela "Sea Middle School".                                                                                         |
| Jo Jae-ryong    | Park Seung-man  | -                | Es un oficial de la estación de policía "Kangho Police Station" asignado para investigar el caso del accidente de Park Sun-ho.                        |
| Kim Do-hyung    | Det. Kim        | -                | Es un detective de la estación de policía "Kangho Police Station" asignado para investigar el caso del accidente de Park Sun-ho.                      |
| Choi Deok-moon  | Choi Ji-kyung   | -                | Es un reportero. |

### Otros personajes
| Actor         | Personaje                | N.º de episodios | Notas                                                                               |
| ------------- | ------------------------ | ---------------- | ----------------------------------------------------------------------------------- |
| Ahn So-yo     | Ham Young-joo            | -                | Es la maestra del salón de clases de Park Soo-ho en la escuela "Sea Middle School". |
| Kim Hak-sun   | Shin Dae-gil             | -                | Es un empleado de la escuela "Sea Middle School".                                   |
| Heo Jung-do   | Ki Deok-chul             | -                |                                                                                     |
| Moon Ha-yeon  | Kim Bo-mi                | -                | Es una estudiante.                                                                  |
| Song Hoon     | -                        | -                | Es el primo de Shin Dae-gil.                                                        |
| Park Yong     | -                        | -                | Es el jefe de Han Dong-soo.                                                         |
| Kim Ha-neul   | -                        | -                |                                                                                     |
| Noh Jae-hoon  | Seo Ji-man               | -                |                                                                                     |
| Kim Chul-yoon | -                        | -                | Es un florista.                                                                     |
| Song Yo-sep   | -                        | -                |                                                                                     |
| Kang Ae-shim  | Madre de In-ha y Joon-ha |                  |                                                                                     |

### Apariciones especiales
| Actor        | Personaje | N.º de episodios | Notas                                                                                      |
| ------------ | --------- | ---------------- | ------------------------------------------------------------------------------------------ |
| Ahn Nae-sang | -         | 14-15            | Es el doctor encargado del tratamiento de Park Sun-ho.                                     |
| Kang Ae-shim | -         | -                | Es la madre de Kang In-ha y Kang Joon-ha, así como la abuela de Park Sun-ho y Park Soo-ho. |

## Episodios
La serie está conformada por 16 episodios, los cuales fueron emitidos todos los viernes y sábados a las 23:00 (KST).

### Raitings
Los números en color rojo indican las calificaciones más bajas, mientras que los números en azul indican las calificaciones más altas.
| Ep.      | Fecha de emisión    | Participación promedio de audiencia (AGB Nielsen) | Participación promedio de audiencia (AGB Nielsen) |
| Ep.      | Fecha de emisión    | Nacional                                          | Seúl                                              |
| -------- | ------------------- | ------------------------------------------------- | ------------------------------------------------- |
| 1        | 5 de abril de 2019  | 2.178 %                                           | N/A                                               |
| 2        | 6 de abril de 2019  | 2.926 %                                           | 3.099 %                                           |
| 3        | 12 de abril de 2019 | 3.053 %                                           | 3.515 %                                           |
| 4        | 13 de abril de 2019 | 3.306 %                                           | 4.006 %                                           |
| 5        | 19 de abril de 2019 | 3.346 %                                           | 3.637 %                                           |
| 6        | 20 de abril de 2019 | 3.267 %                                           | 3.621 %                                           |
| 7        | 26 de abril de 2019 | 3.334 %                                           | 3.665 %                                           |
| 8        | 27 de abril de 2019 | 4.001 %                                           | 4.553 %                                           |
| 9        | 3 de mayo de 2019   | 3.727 %                                           | 3.921 %                                           |
| 10       | 4 de mayo de 2019   | 3.451 %                                           | 3.804 %                                           |
| 11       | 10 de mayo de 2019  | 4.222 %                                           | 4.451 %                                           |
| 12       | 11 de mayo de 2019  | 4.643 %                                           | 4.885 %                                           |
| 13       | 17 de mayo de 2019  | 4.087 %                                           | 4.505 %                                           |
| 14       | 18 de mayo de 2019  | 4.331 %                                           | 5.284 %                                           |
| 15       | 24 de mayo de 2019  | 4.910 %                                           | 4.871 %                                           |
| 16       | 25 de mayo de 2019  | 5.785 %                                           | 7.076 %                                           |
| Promedio | Promedio            | 3.785 %                                           | —                                                 |

## Música
El OST de la serie está conformado por las siguientes canciones:

### Parte 1
| N.º | Intérpretes                    | Canción                 | Letra | Música | Duración |
| --- | ------------------------------ | ----------------------- | ----- | ------ | -------- |
| 1   | Ha Eun (하은) & Han Bin (한빈) | "Over The Moon"         | -     | -      | -        |
| 2   |                                | "Over The Moon" (Inst.) | -     | -      | -        |

### Parte 2
| N.º | Intérpretes      | Canción                           | Letra | Música | Duración |
| --- | ---------------- | --------------------------------- | ----- | ------ | -------- |
| 1   | Tiger JK & Bizzy | "A Beautiful Lie" (어디로 가야해) | -     | -      | -        |
| 2   |                  | "A Beautiful Lie" (Inst.)         | -     | -      | -        |

### Parte 3
| N.º | Intérprete             | Canción                 | Letra | Música | Duración |
| --- | ---------------------- | ----------------------- | ----- | ------ | -------- |
| 1   | Kim Kyung-hee (김경희) | "Tears Of Love"         | -     | -      | -        |
| 2   |                        | "Tears Of Love" (Inst.) | -     | -      | -        |

### OST Completo
| N.º | Intérprete(s)                                   | Canción                                                     | Notas             |
| --- | ----------------------------------------------- | ----------------------------------------------------------- | ----------------- |
| 1   | Kim Kyung-hee (김경희)                          | "Beautiful World" (아름다운 세상 오프닝 타이틀)             | (canción inicial) |
| 2   | Ha Eun (하은) & Han Bin (한빈)                  | "Over The Moon"                                             |                   |
| 3   | Ha Eun (하은) & Han Bin (한빈)                  | "Over The Moon" (Inst.)                                     |                   |
| 4   | Tiger JK & Bizzy                                | "A Beautiful Lie" (어디로 가야해)                           |                   |
| 5   | Tiger JK & Bizzy                                | "A Beautiful Lie" (Inst.)                                   |                   |
| 6   | Kim Kyung-hee                                   | "Tears Of Love"                                             |                   |
| 7   | Kim Kyung-hee                                   | "Tears Of Love" (Inst.)                                     |                   |
| 8   | Nam Hye-seung (남혜승) & Park Sang-hee (박상희) | "Standing Between Life and Death" (삶과 죽음의 경계에 서다) |                   |
| 9   | Nam Hye-seung & Park Sang-hee                   | "Angel Soo-ho" (1004 수호)                                  |                   |
| 10  | Nam Hye-seung & Park Sang-hee                   | "Always On The Same Place" (언제나 같은 자리에)             |                   |
| 11  | Nam Hye-seung & Park Sang-hee                   | "Monster"                                                   |                   |
| 12  | Nam Hye-seung & Park Sang-hee                   | "Frozen Tears" (얼어붙은 눈물)                              |                   |
| 13  | Nam Hye-seung & Park Sang-hee                   | "Plot" (모의)                                               |                   |
| 14  | Nam Hye-seung & Park Sang-hee                   | "To Sun-ho" (선호에게)                                      |                   |
| 15  | Nam Hye-seung & Park Sang-hee                   | "In The Name of Family" (가족이라는 이름)                   |                   |
| 16  | Nam Hye-seung & Park Sang-hee                   | "The Cold Hearted Time" (불꺼진 마음속 시간)                |                   |
| 17  | Nam Hye-seung & Park Sang-hee                   | "Father's Tears" (아버지의 눈물)                            |                   |
| 18  | Nam Hye-seung & Park Sang-hee                   | "Wish" (소원)                                               |                   |
| 19  | Nam Hye-seung & Park Sang-hee                   | "Stairs of Destiny" (운명의 계단)                           |                   |
| 20  | Nam Hye-seung & Park Sang-hee                   | "Lies Born Lies" (거짓말은 거짓말을 낳고)                   |                   |
| 21  | Nam Hye-seung & Park Sang-hee                   | "Truth or Secret" (진실 또는 비밀)                          |                   |
| 22  | Nam Hye-seung & Park Sang-hee                   | "Burnt Bridge" (돌아올 수 없는 선을 넘다)                   |                   |
| 23  | Nam Hye-seung & Park Sang-hee                   | "Wake Up Sun-ho" (선호야 일어나)                            |                   |

## Producción
La serie también es conocida como "A Beautiful World".
El drama saca relucir tanto el grave y peligroso problema de la violencia escolar dentro del sistema educativo, así como la importancia de la educación que los padres le dan a sus hijos y cómo sus acciones influyen ya sea de forma positiva o negativa en ellos/as.
Fue dirigida por Park Chan-hong, quien contó con el apoyo de la guionista Kim Ji-woo. Mientras que la producción ejecutiva estuvo a cargo de Lee Jung-hee.
La serie también contó con el apoyo de las compañías de producción "MI Inc." y "NK Mulsan".